# Ahlsdorf
Ahlsdorf ist eine Gemeinde im Landkreis Mansfeld-Südharz in Sachsen-Anhalt. Mit einer Fläche von 5,09 km² ist sie die flächenkleinste Gemeinde Sachsen-Anhalts.

## Geografie

### Geografische Lage

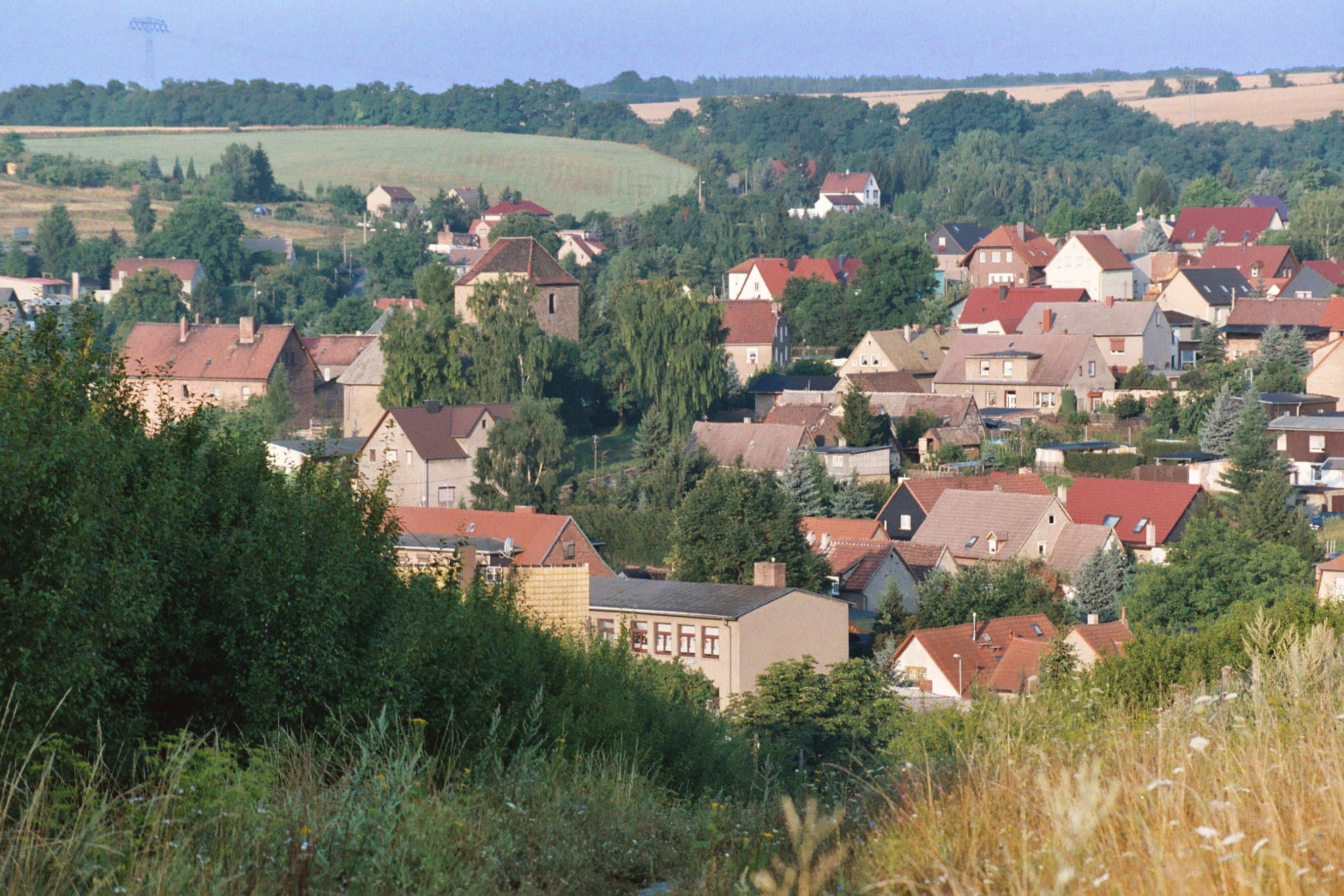
Ortsansicht

Ahlsdorf liegt im östlichen Harzvorland (Mansfelder Land), etwa 7 km nordwestlich von Eisleben. Die Gemeinde gehört der Verbandsgemeinde Mansfelder Grund-Helbra an, die ihren Verwaltungssitz in Helbra hat. 
Durch den Ort fließt der Dippelsbach, einer der Quellbäche der Bösen Sieben. An seinem Oberlauf, westlich von Ahlsdorf, liegt die Wüstung Dippelsdorf. Ein unbewohnter Teil des Gemeindegebiets mit einer Fläche von knapp einem Quadratkilometer liegt als Exklave innerhalb des Gebietes von Annarode, einem Ortsteil von Mansfeld.

### Nachbargemeinden
Nachbargemeinden sind Benndorf im Norden, die Stadt Mansfeld im Westen, Hergisdorf im Süden und Helbra im Osten.

### Gemeindegliederung
Als Ortsteil der Gemeinde ist ausgewiesen:
- Ziegelrode

## Geschichte
Im Jahr 780 wurde der Ort erstmals urkundlich erwähnt.
Die Schreibweise des Ortes lautete früher auch Alsdorf. Das Dorf besaß ein Freigut und eine Filialkirche von Hergisdorf. Außerdem befand sich in der Ortsnähe eine Windmühle. 1822 lebten hier 546 Einwohner in 85 Häusern, die zum Mansfelder Gebirgskreis gehörten. Bis 1848 hatte ein Patrimonialgericht seinen Sitz in Ahlsdorf.
Am 1. Juli 1950 wurde die bis dahin eigenständige Gemeinde Ziegelrode eingegliedert.
Zu DDR-Zeiten wurde im Ortsteil Ziegelrode ein Kinder-Ferienlager als Zeltlager errichtet.

## Politik

### Gemeinderat
Der Gemeinderat aus Ahlsdorf hat 12 Mitglieder.
- SPD: 1
- WG: 9
- CDU: 2

### Bürgermeister
Der ehrenamtliche Bürgermeister Detlef Wachsmann wurde zum ersten Mal am 26. Juni 1994 gewählt. Er wurde 2001 und 2008 wiedergewählt. Im Mai 2015 wurde Karsten Patz im zweiten Wahlgang zum neuen Bürgermeister gewählt. Er wurde 2022 wiedergewählt.

### Wappen
Das Wappen wurde am 22. November 1993 vom Regierungspräsidenten des Regierungsbezirkes Halle genehmigt und unter der Nr. 53/1993 im Landesarchiv Sachsen-Anhalt registriert.
Blasonierung: „Schräglinks geteilt von Grün und Silber (Weiß); oben ein aus der Teilung wachsender, silberner (weiß) Bergmann mit schwarzer Bergmannskappe, in der Rechten eine Schaufel haltend, mit der Linken eine Haue schulternd; unten drei aus dem Schildrand wachsende grüne Tannen.“
Die Farben der Gemeinde sind Grün-Weiß.

## Bauwerke

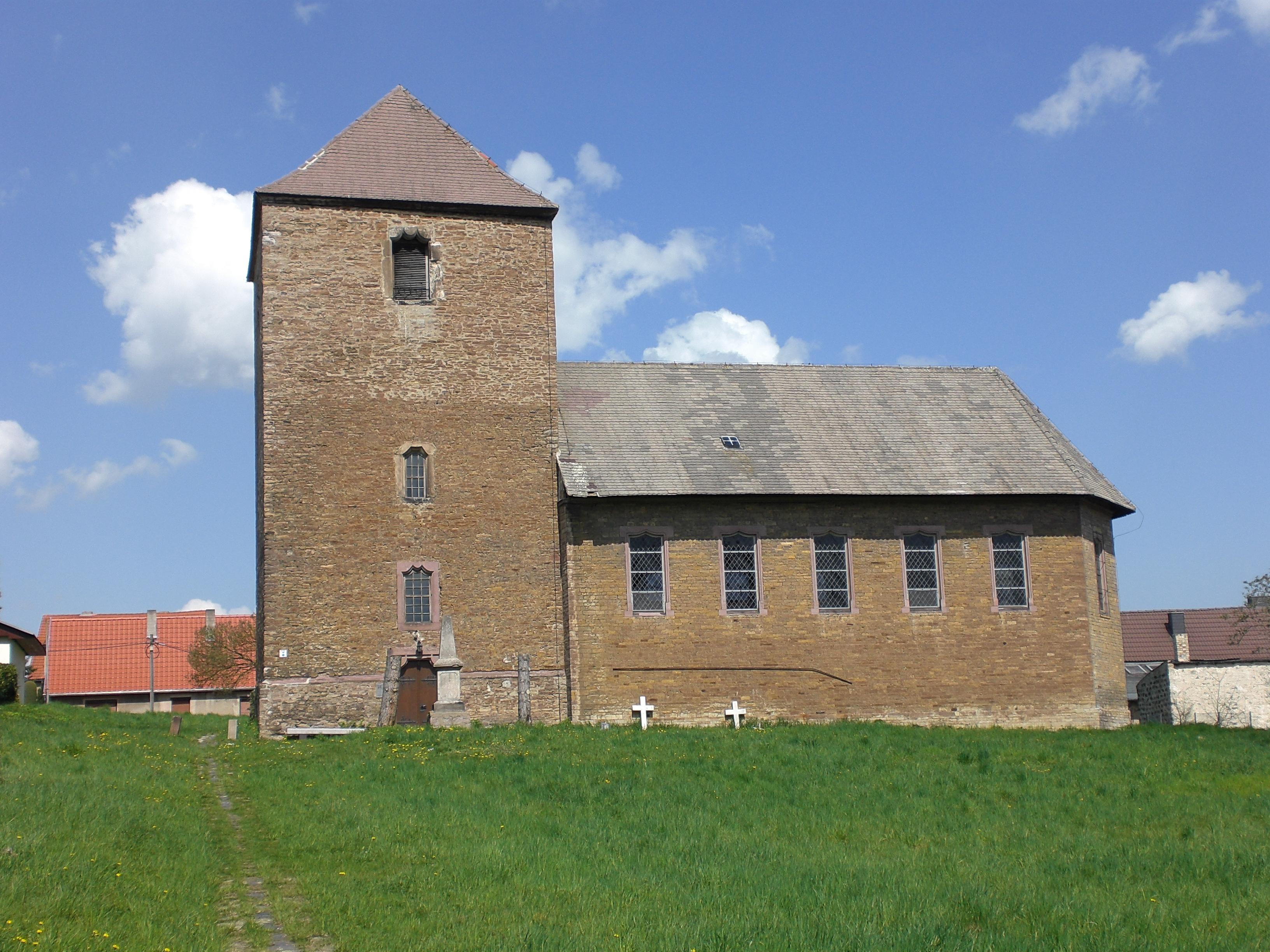
Sankt-Martin-Kirche

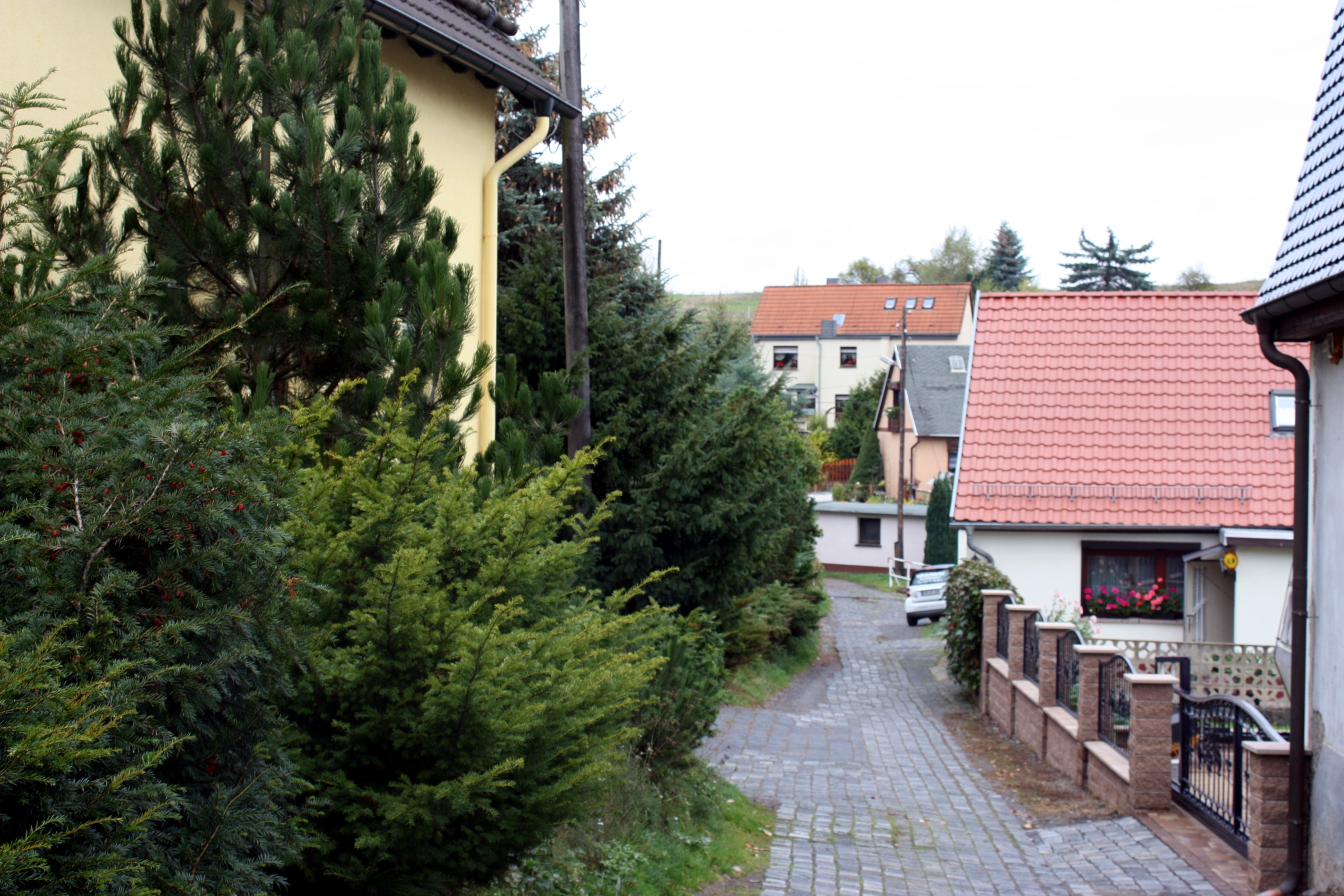
Im Ortsteil Ziegelrode

Die evangelische Sankt-Martin-Kirche stammt in Teilen aus dem 16. Jahrhundert. Jüngeren Datums ist das auf den Friedhof des Orts befindliche Kriegerdenkmal Ahlsdorf. Im Jahr 2018 wurde die denkmalgeschützte Brücke über den Dippelsbach in Ahlsdorf durch einen Neubau ersetzt.

## Wirtschaft und Infrastruktur

### Verkehr
- Zur Bundesstraße 180 die Eisleben und Hettstedt verbindet, sind es in östlicher Richtung über Helbra ca. 6 km.[6]

## Persönlichkeiten
- Peter Gaffert (* 1960), Forstmann und Politiker, seit 2008 Oberbürgermeister von Wernigerode, besuchte hier von 1967 bis 1969 die POS

### Söhne und Töchter der Gemeinde
- Gerhard Becherer (1915–2003), Experimentalphysiker, Hochschullehrer
- Lutz Meier (1948–1972), Leutnant der DDR-Grenztruppen, Todesopfer an der innerdeutschen Grenze